# کورس کیوانی
کوروس کیوانی (زاده ۱۳۱۷ در همدان)، دندانپزشک و نماینده کلیمیان در دوره چهارم مجلس شورای اسلامی است. ضمن کسب ۹۷/۷٪ درصد از آراء به عنوان نماینده این حوزه انتخاب شد.

## زندگی
کورس کیوانی در بهمن ۱۳۱۷ در یک خانواده یهودی در شهر همدان به دنیا آمد. جد پدری وی، مراد سینایی از پزشکان و نیز رئیس انجمن کلیمیان همدان بود. پدرش العاذر (در برخی منابع به تسامح: لاله‌زار) کیوانی، عضو هیئت رئیسه انجمن کلیمیان همدان بود و به داروسازی اشتغال داشت. وی چندی پس از پایان دوران نمایندگی‌اش در مجلس و در سال ۱۳۸۵ به جهت ابتلا به بیماری ریوی و قلبی، جهت مداوا رهسپار آمریکا شد.

## تحصیلات
کورس کیوانی تحصیلات ابتدایی را در مدرسه اتحاد همدان و دوره متوسطه را در دبیرستان کوروش تهران به پایان رسانید. سپس در ۱۳۳۸ به فرانسه رفت و در دانشکده پزشکی «بورودو» مشغول به تحصیل گردید. وی در ۱۹۷۱ میلادی موفق به اخذ دیپلم جراحی دندان و بیماری‌های لثه شد و در ۱۹۷۳ مدرک دکتری دندانپزشکی را از دانشگاه «بورودو» کسب کرد. کیوانی پس از خاتمه تحصیلات در ۱۳۵۲ به ایران بازگشت و در بیمارستان ریوی اهواز با سمت دندانپزشک استخدام شد، دو سال بعد به تهران رفت و به عضویت انجمن پزشکان سینا درآمد.

## فعالیت در مجلس شورای اسلامی
ارائه پیشنهاد به کمیسیون بهداری برای سازمان خدمات اجتماعی مبنی بر اینکه کارمندان با تجربه و کارآزموده در دوران بازنشستگی اجباری پس از سی سال خدمت بتوانند به عنوان کارشناس ارشد، پنج سال اضافه خدمت کنند.

## فعالیت‌های اجتماعی
عضویت در هیئت مدیره انجمن فرهنگی و هنری کوروش؛ ۱۳۳۴.
عضویت در سازمان دانشجویان یهودی «بورودو».
عضویت در جامعه فارغ‌التحصیلان.
تأسیس کانون فرهنگی و هنری پیشبرد

## سمت‌ها و مشاغل
نماینده کلیمیان در دوره چهارم مجلس شورای اسلامی (۷ خرداد ۱۳۷۱ – ۶ خرداد ۱۳۷۵)
عضویت در کمیسیون مشترک فرهنگ و آموزش عالی و بهداری و بهزیستی (سال اول تا سوم)
عضویت در کمیسیون بهداری و بهزیستی و امداد و تأمین اجتماعی و هلال احمر (سال اول تا چهارم)